# Adèle Rebuffel
Pour les personnes ayant l'un des mêmes patronymes, voir Rebuffel et Petiet.
Adèle Rebuffel, baronne Alexandre Petiet, née en 1788, morte en 1861, est surtout connue pour la tendresse que lui porte son cousin Henri Beyle (l'écrivain Stendhal) dans leur jeunesse. Stendhal parle d'elle dans sa Vie de Henry Brulard, dans son Journal, dans sa Correspondance, et s'en inspire pour plusieurs personnages : Armance et Adèle Davernay.

## Biographie
Adélaïde Baptistine Rebuffel, née à Marseille le 23 octobre 1788, est la fille de Jean-Baptiste Rebuffel (1738-1804), cofondateur du théâtre de Marseille, inspecteur général des transports militaires, entrepreneur et homme d'affaires, et de Magdeleine Paul.

### Jeune amie de Stendhal
Adèle Rebuffel a moins de douze ans quand son cousin éloigné Henri Beyle (le futur écrivain Stendhal) fait sa connaissance à Paris, mais elle lui fait déjà une impression assez vive. En mars 1800, Stendhal écrit à sa sœur : « Je danse avec Adèle Rebuffel qui quoiqu'âgée de 11 ans seulement est pleine de talents et d'esprit. Une des choses qui a le plus contribué à lui donner de l'un et de l'autre, ce sont ses lectures multipliées ; je désirerais que tu prisses la même voie ».

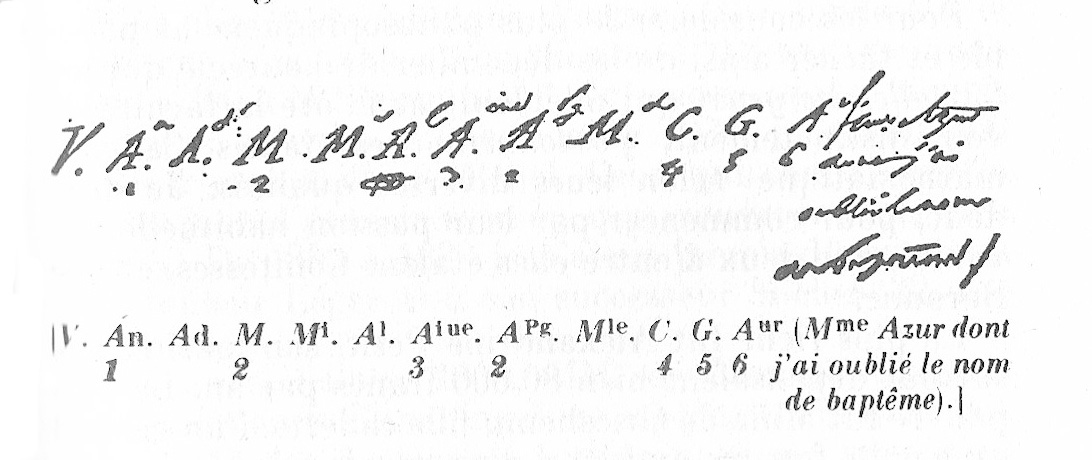
Liste des femmes que Stendhal a aimées, insérée dans la Vie de Henry Brulard : Adèle Rebuffel est notée « A^{d.r} » en 3e à partir de la gauche.

Lorsque Stendhal rentre d'Italie en 1802, il est encore amoureux d'Adèle, d'autant plus qu'elle est devenue une affriolante jeune fille de quatorze ans. L'esprit, la coquetterie, les astuces de la jeune fille continuent à le séduire. Il se demande même s'il ne va pas l'épouser, et en est longtemps l'esprit occupé. Lors d'un feu d'artifice, Adèle s'appuie tendrement sur son épaule, ce qui émeut fort le jeune homme ; il écrira : « Pendant deux ans, quand j'étais accablé de chagrin, cette image me redonnait du courage et me faisait oublier tous les malheurs »,.
Ils font des sorties, assistent ensemble pendant quatorze heures à la distribution des aigles au Champ-de-Mars ; leurs sentiments sont toutefois indécis et ambigus. Selon Martineau, Adèle est « prosaïque et pratique », peut permettre à son cousin de l'embrasser, elle lui donne de ses cheveux, mais sans attacher à cela beaucoup d'importance. Elle a 20 000 livres de rente, ce qui n'est pas négligeable pour Stendhal ; mais il a par ailleurs des rapports plus intimes avec la mère d'Adèle, ce qu'elle peut difficilement ignorer, et il estime « peu délicat » de l'épouser dans ces circonstances. Le père d'Adèle meurt le 5 avril 1804. Henri Beyle qui veut présenter ses condoléances à Madame Rebuffel et à sa fille Adèle est choqué par leur gaieté.
Stendhal pense oublier Adèle en 1805 lorsqu'il part avec Mélanie Guilbert. Lorsqu'il la revoit à son retour en 1806, il la trouve parfois vaniteuse et insensible, mais reprend goût à elle, jusqu'à ce qu'elle se marie,.

### Des Tuileries à la Toscane
Adèle épouse Alexandre Petiet, intendant de la comptabilité, le 16 février 1808. Leur contrat de mariage est signé aux Tuileries par l'empereur Napoléon Ier, l'impératrice, et les principaux dignitaires de la cour impériale,.
Elle part avec son mari en Toscane, lorsqu'il y est nommé intendant de la liste civile. Stendhal adresse plein de recommandations à sa sœur Pauline pour recevoir dignement Adèle lors de son passage par Grenoble pour se rendre en Toscane; il ajoute : « je tiens infiniment à cela, ma chère Pauline. I have much loved this woman ; my love is entirely dead (j'ai beaucoup aimé cette femme ; mon amour est complètement mort), mais je veux cependant être de la politique la plus délicate with her (avec elle) » ; il aimerait bien avoir la place d'Alexandre ou celle de Martial Daru qui a un poste similaire. Lorsqu'il passe à Florence en 1811, il ne rend plus à Adèle, devenue la baronne Petiet, qu'une « visite de froide politesse » ; il la juge alors sèche et vaniteuse, l'âme froide et sans passion.

### Après l'Empire

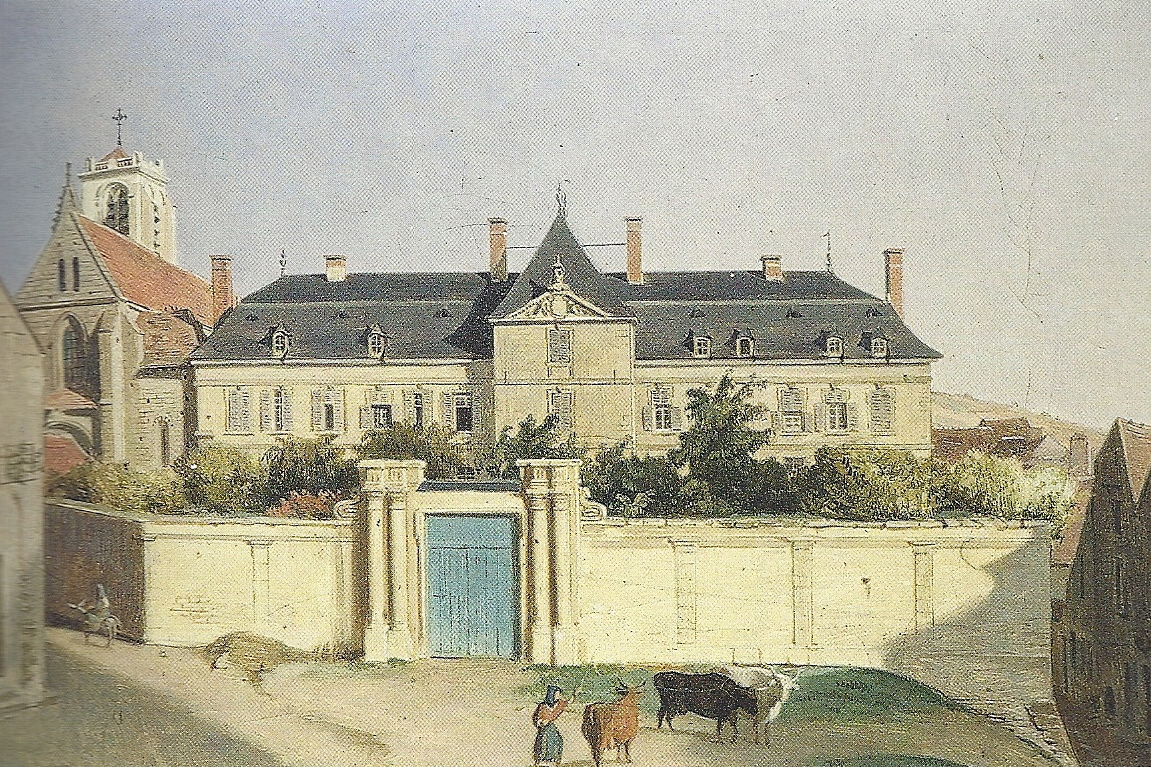
Le château de Saint-Brice à l'époque où Adèle s'y est retirée ; elle y meurt en 1861.

Pendant les Cent-Jours, Alexandre accepte le poste de préfet des Hautes-Alpes, ce qui lui vaut d'être révoqué à la Seconde Restauration ; Adèle et lui se retirent alors sur leurs terres du château de Saint-Brice à Saint-Bris-le-Vineux dans l'Yonne. Il accepte en 1830 un poste de directeur des subsistances militaires à Paris. C'est là qu'il meurt en 1835. Stendhal écrit : « Le journal de 1835 m'a appris que son sot mari (...) venait de la laisser veuve avec un fils à l'École polytechnique ». Adèle meurt le 12 octobre 1861 au château de Saint-Brice à Saint-Bris-le-Vineux dans l'Yonne.

### Dans la littérature stendhalienne
Stendhal a longuement parlé de sa cousine Adèle dans son Journal, dans sa correspondance, dans sa Vie de Henry Brulard. Il la désigne souvent, comme sa mère, d'après le nom de leur rue : « of the gate » ou « Bellechasse ». Il en parle parfois sous des noms d'emprunt, par exemple lorsqu'il parle d'Adèle Clozel et de sa mère.
Il s'inspire d'Adèle pour plusieurs personnages comme Armance et comme Adèle Davernay (l'héroïne dans Les deux hommes), qui est « créée sur le modèle d'Adèle Rebuffel » et qui ressemble beaucoup à Armance.

### Vie familiale
Adèle Rebuffel épouse à Paris le 16 février 1808, Alexandre Petiet (1782-1835), intendant de la comptabilité, intendant de la liste civile de Toscane, préfet et baron de l'Empire, fils de Claude Petiet.
- Adèle et Alexandre Petiet ont comme enfants :
  - Napoléon-Félix Petiet (1809-1874), polytechnicien, général d'artillerie.
  - Eugénie Augusta Petiet (1811-1891), qui épouse en 1837 François Le Blanc-Duvernoy, ou Leblanc-Duvernois (1794-1881), vice-président de tribunal ; mère de Paul Leblanc-Duvernois (1840-1926), fondateur du musée Leblanc-Duvernoy.
  - Jules-Alexandre Petiet (1813-1871), centralien, ingénieur en chef et directeur de la Compagnie des chemins de fer du Nord, directeur de l'École Centrale, qui épouse en 1844 Albertine Joséphine Isidore de Colbert-Chabanais, fille du général Alphonse de Colbert ; remarié en 1852 à Marie Elisabeth Saisset (1825-1880) ; grand-père de l'industriel Charles Petiet et du général Robert Petiet.
  - Anne-Louise (1817-1900), qui épouse en 1848 Jean-Pierre Bonnafont (1805-1891), médecin général et otologiste.

## Sources bibliographiques
- « Rebuffel (Adèle) », dans Henri Martineau, Petit dictionnaire stendhalien, Paris, Divan, 1948, p. 409-410.
- Henri Martineau, Le Cœur de Stendhal, Albin Michel, 1952, 2 volumes ; réédité en 1958 en un volume.
- Stendhal, Vie de Henry Brulard, écrite par lui-même, éd. diplomatique présentée et annotée par Gérald Rannaud, Paris, Klincksieck, 1996.
- Stendhal, Journal (1801-1817), tome 1 (1801-1805) lire en ligne sur Gallica.